# Maylandia zebra
Maylandia zebra är en fiskart som först beskrevs av Boulenger, 1899.  Maylandia zebra ingår i släktet Maylandia och familjen Cichlidae. IUCN kategoriserar arten globalt som livskraftig. Inga underarter finns listade i Catalogue of Life.